# 狂い咲きサンダーロード
『狂い咲きサンダーロード』（くるいざきサンダーロード）は、1980年に製作された日本映画。英題「Crazy Thunder Road」。併映は『聖獣学園』（ニュープリントリバイバル）。

## 概要
『逆噴射家族』『爆裂都市 BURST CITY』『五条霊戦記』などのアクション映画で知られる映画監督の石井聰亙（現・石井岳龍）が、日本大学藝術学部映画学科在籍時（当時22歳）に発表したインディペンデント映画である。石井監督は『高校大パニック』を日活のプロの活動屋から無残な劇映画に仕立て上げられたことに懲り、自主映画のスタッフで固めて本作を完成させ、これに目を付けた東映セントラルフィルムが、学生映画にもかかわらず、同社の配給で全国公開した。日芸の卒業制作と紹介されることが多いが、日芸撮影コースの卒業制作は現像も自分で行うという条件があり、カラーは日芸ではできないため、現像は東洋現像所（IMAGICA Lab.）に出しており、日芸の卒業制作とは認められていない。劇中歌としてシンガーソングライターの泉谷しげる、ロックバンドの頭脳警察のフロントマンだったパンタによるPANTA&HAL、パンク・ロック・バンドのTHE MODSの楽曲が多数使用された。コピーは「地獄まで咲け、鋼鉄の夢」「ロックンロール・ウルトラバイオレンス・ダイナマイト・ヘビーメタル・スーパームービー」。
2025年8月22日より、公開45周年を記念してオリジナルネガ・リマスター版が全国の映画館で順次上映。

## 物語
近未来。日本の何処かにあるという幻の街「サンダーロード」で鎬を削っていた暴走族達が、警察による苛烈な取締が実施される新道交法の成立を機に、休戦協定を結ぶことになった。「新道交法を遵守して愛される暴走族になろう」という平和的な協定に、武闘派の鉄人暴走族として恐れられていた魔墓呂死（まぼろし）も参加を表明。かねてより恋人の典子（北原美智子）と堅気になろうと考えていた魔墓呂死リーダー・健（南条弘二）の一方的なこの決定に、特攻隊長の仁（山田辰夫）は猛反発する。あくまで暴走族としてツッパリ通すことにこだわる仁は、魔墓呂死特攻隊を率いて休戦協定の会合を襲撃、出席していた幹部らに重傷を負わせる。それでもなお協定を守ろうとする健に業を煮やした仁は、自ら新しい魔墓呂死リーダーになると宣言。仁と志を同じくする特攻隊メンバーの幸男（大池雅光）や茂（小島正資）らと新道交法を無視した暴走を繰り返す。
暴走を続ける仁らに対して、協定により誕生した暴走族の連合組織・エルボー連合が制裁を加えるべく動きだした。エルボー連合は幸男を人質にして、魔墓呂死特攻隊にデスマッチ工場跡まで来るように要求する。多勢に無勢という絶望的な状況を前にして、魔墓呂死特攻隊アジトのバックブリーカー砦からは逃亡者が続出。魔墓呂死特攻隊は瓦解してしまう。幸男を見捨てることができない仁は、逃げずに残った茂、英二（中島陽典）、忠（戒谷広）だけで人質救出に向かう。群れをなして襲いかかってくるエルボー連合のメンバーを相手に、果敢にも戦いを挑む仁ら。だが圧倒的優位に立つエルボー連合の前には歯が立たず、奮闘虚しく幸男は殺されてしまう。この窮地に、茂からの連絡を受けた健と、スーパー右翼の国防挺身隊が駆けつける。国防挺身隊で隊長を務めている魔墓呂死初代リーダーの剛（小林稔侍）による仲裁で九死に一生を得た仁らだったが、エルボー連合との衝突を避ける為に国防挺身隊に全員入隊せざるを得なくなる。しかし、厳しい戦闘訓練と徹底した政治教育に仁は全く馴染めず、街宣活動中にエルボー連合のメンバーと乱闘騒ぎを起こしてしまう。仁は危険を承知で国防挺身隊からの脱退を決意。説得を試みようとした剛を振り切って飛び出していく。すぐに英二らも仁の後を追うが、その中に茂の姿は無かった。茂は剛の愛人になり、スーパー右翼として生きることを選んだのだ。
仁らは再び真夜中のサンダーロードを暴走する。激怒したエルボー連合は国防挺身隊に協力を要請、即座に暗殺部隊を送り込んでくる。国防挺身隊の隊員で構成された暗殺部隊の闇討ちに為す術もなく捕らわれ、チェーンソーで右手と右足を切断されてしまう仁。共に激しいリンチを受けた英二は脳死状態になり、忠は情容赦無いエルボー連合への恐怖から街を去っていく。天涯孤独となっただけでなく、バイクを運転できない体になったことに深く絶望した仁は、麻薬に溺れ、放浪の日々を送る。堕ちる所まで堕ちた仁だったが、それでも決してエルボー連合への怒りと憎しみを忘れることは無かった。放浪の末に仁は闇マーケットにたどり着き、麻薬密売人のジャンキー小学生・小太郎（大森直人）の手引きで、連続爆破事件の指名手配犯・マッドボンバー（吉原正皓）と接触。ショットガンやバズーカ、ダイナマイトなどの武器調達に成功する。「街中の奴ら、みんなブッ殺してやる」。漆黒のバトルスーツで全身を覆い、復讐に心を燃やす戦闘マシーンと化した仁は、助っ人を買って出たマッドボンバーや小太郎と共に、サンダーロードに殴り込みをかける。
最終決戦を終え、ブレーキをかけることも、下りることも出来無い身体になっている仁は迷う事なくバイクを走らせサンダーロードを旅立っていく。

## スタッフ
- 監督：石井聰亙
- 脚本：石井聰亙、平柳益実、秋田光彦
- 製作：小林紘、秋田光彦
- 撮影：笠松則通
- 美術：泉谷しげる
- 助監督：緒方明

## キャスト
- 山田辰夫
- 中島陽典
- 南条弘二
- 小林稔侍
- 大池雅光
- 戒谷広
- 広世克則
- 佐野和宏
- 飯島大介
- 飯島洋一

## 劇中歌
「電光石火に銀の靴」
作詞／作曲／歌 - 泉谷しげる
オープニングクレジットと最終決戦で使用。アルバム「光石の巨人」収録。
「翼なき野郎ども」
作詞／作曲／歌 - 泉谷しげる
エンディングで使用。アルバム「'80のバラッド」収録。
「俺の女」
作詞／作曲／歌 - 泉谷しげる
魔墓呂死メンバーが集うスナック「クロコダイル」で、仁と健が協定を巡って対立する場面で使用。アルバム「都会のランナー」収録。
「王の闇」
作詞／作曲／歌 - 泉谷しげる
クロコダイルで健と典子がサイレント映画風の演出で語り合う場面で使用。アルバム「都会のランナー」収録。
「眠れない夜」
作詞／作曲／歌 - 泉谷しげる
バトルロイヤル広場でエルボー連合幹部らが停戦協定について説明する場面で使用。アルバム「黄金狂時代」収録。
「ハーレム・バレンタインディ」
作詞／作曲／歌 - 泉谷しげる
健や剛がクロコダイルで仁らの処遇について相談している場面で使用。アルバム「都会のランナー」収録。
「ルイーズ」
歌 - PANTA&HAL
作詞／作曲 - 中村治雄
休戦会合を襲撃した魔墓呂死特攻隊が麻薬で打ち上げをする場面で使用。アルバム「1980X」収録。
「トゥ・シューズ」
歌 - PANTA&HAL
作詞／作曲 - 中村治雄
国防挺身隊本部で剛と茂が語り合う場面で使用。アルバム「1980X」収録。
「臨時ニュース」
歌 - PANTA&HAL
作詞／作曲 - 中村治雄
仁が国防挺身隊の闇討ちによって右手と右足を失う場面で使用。アルバム「1980X」収録。
「オートバイ」
歌 - PANTA&HAL
作詞／作曲 - 鈴木慶一
瀕死の重傷を負った仁が、リングアウト病院に入院した場面で使用。アルバム「1980X」収録。
「つれなのふりや」
歌 - PANTA&HAL
作詞／作曲 - 中村治雄
退院後の仁が麻薬漬けの日々を送る場面で使用。アルバム「マラッカ」収録。
「IDカード」
歌 - PANTA&HAL
作詞／作曲 - 中村治雄
小太郎の紹介でマッドボンバーと接触した仁が、エルボー連合への復讐を誓う場面で使用。アルバム「1980X」収録。

## 製作

### スタッフ
緒方明が助監督として、松井良彦が編集として、笠松則通が撮影で参加している。

### キャスティング
劇団GAYAで座長をしていた山田辰夫や石井監督の後輩にあたる中島陽典の商業映画デビュー作。元魔墓呂死リーダーでゲイの右翼という設定の剛を演じた小林稔侍は、石井監督から「金も何もないですけど、映画が作りたいんです。稔侍さんのこと、いつも画面の隅っこで見ながら気になる存在でした。この役、稔侍さんをイメージして書いたんですけど、読んで良かったら返事ください」と直接台本を渡された。「自分をイメージして書いたホン」と初めて言われた言葉に思わず「読まなくていいよ！製作日数が何年かかってもやらしてもらうからッ」と、台本を一切読むことなく出演を快諾した。この時点での小林の出演作品はノンクレジットを含めると東映映画ばかり150本以上あった。それまで東映ではキャスト・スタッフとも全員年上で「ネンジ！バカヤロー！」と怒鳴られてばかりの現場だったが、本作ではキャスト・スタッフとも全員年下。勝手が違い過ぎ、小林も初日はNGの連発だったという。しかし現場に慣れたら経験不足からカースタントを巧くこなせないスタッフをサポートするなどして過酷な現場を支えた。

### 撮影
低予算の為に撮影は過酷を極め、後に助監督の緒方は「殺人以外のことは全てやった」と発言している。重傷を負った仁の入院場面にある医療器具は、緒方がとある病院から無断で拝借したものが使用されている。
クライマックスの最終決戦の数カットでは、石井自らバトルスーツを着て演技をしている。

## 宣伝
映画ポスターのイラストは泉谷しげるが手がけている（小林よしのりという説があったが、これは誤り）。

### 受賞歴
第54回キネマ旬報ベスト・テン日本映画第9位。第2回ヨコハマ映画祭ベスト10では第3位に選出され、自主製作映画賞と主演の山田辰夫が新人賞を受賞した。山田は第5回報知映画賞でも新人賞を受賞している。また第23回ブルーリボン賞ではスタッフ賞、楽曲提供の他に美術監督としても協力した泉谷は同ブルーリボン賞の美術デザイン賞をそれぞれ受賞。

### 後年の評価
- 1989年「大アンケートによる日本映画ベスト150」（文藝春秋発表）では第150位にランキングされている。
- 北野武は「映画評論家と映画監督が選ぶトップ10リスト」の第9位に挙げている[11]。
- ロックバンド、ギターウルフのメンバーであるセイジはこの作品の大ファンであり、「1番愛する日本映画」「何か大事なことがある前は必ず観る」とインタビューで答えている。主役の山田辰夫と雑誌クール・カッツマニッシュボーイ ロックを男の手に取り戻せ （岡勝之責任編集 SONNY MAGAZINES ANNEX 第244号）で対談した際には、彼から台本をプレゼントされている[8]。